# مقراب أتكاما الكوني

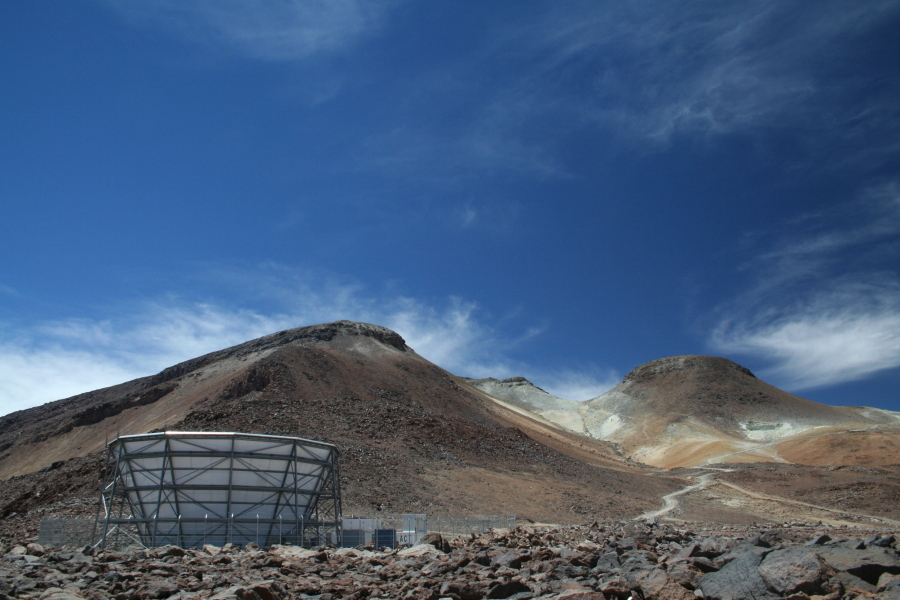
مقراب أتكاما الراديوي، في سان بيدرو، تشيلي وهو على ارتفاع 5148 متر.

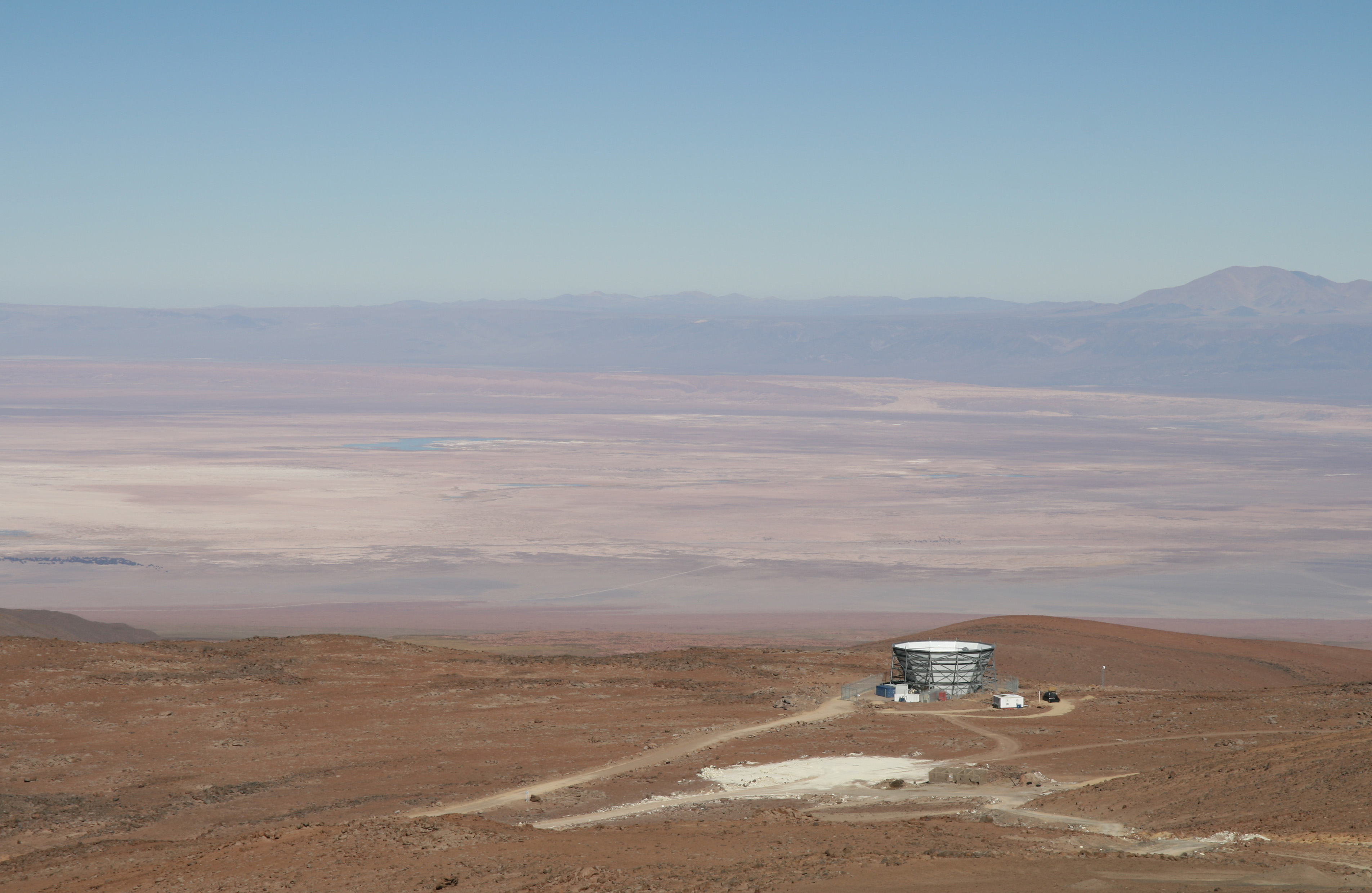
صورة للمقراب الراديوي من جبل سيرو توكو.

مقراب أتكامة الكوني (بالإنجليزية: Atacama Cosmology Telescope ACT) هو مقراب راديوي لقياس إشعاع الأمواج الصغرية للخلفية الكونية. يبلغ قطر صينية المقراب 6 متر، وله مرآة ثانية بقطر 2 متر. تتكون كلا المرآتين من أجزاء متلاصقة ولكنها قابلة للحركة بواسطة رافعات تعمل إلكترونيا بحيث تعطي شكلا مثاليا لمرآة مقعرة في كل لحظة. بُني المقراب على ارتفاع 5148 على جبل سيرو توكو في صحراء أتكاما في الجزء الشمالي من تشيلي.
صُمّم المقراب وجميع أجهزته بحيث تستطيع رصد الاختلافات في إشعاع الأمواج الصغرية للخلفية الكونية وكذلك لاكتشاف تجمعات مجرات باستخدام تأثير سونيايف-زيلدوفيتش، حيث يؤثر وجود تجمعات مجرات على إشعاع الخلفية ويحدث فيها اختلافات إضافية، إضافة إلى الاختلافات البسيطة في توزيع إشعاع الخلفية.
وقد اكتشفت الأرصاد التي تمت بعد بدء تشغيل المقراب في عام 2007 عددا كبيرا من تجمعات المجرات، ويهتم العلماء برصدها من أجل تفهم أحسن لتطور البنية الكونية في الكون وكذلك لمعرفة جوهر المادة المظلمة والطاقة المظلمة.

## وصفه
كان التشغيل الاختباري لأول جزء من وحدة الاستقبال في يونيو 2007 واستطاع المقراب «رؤية» أول موجات كهرومغناطيسية في يوم 22 أكتوبر 2007. ويتكون الجهاز الأساسي من كاميرا بولومترية (كاميرا مصفوف بولومتري مليمتري) MBAC
تعمل بنوع جديد من مجسات حافة انتقال تعمل بالموصلية الفائقة، ويقيس في ثلاثة ترددات للأشعة الكهرومغناطيسية بين 145 جيجا هرتز و280 جيجا هرتز.
يقوم المقراب بمسح إشعاع الأمواج الصغرية للخلفية الكونية بدقة تباين 1/مليون من الدرجة (حرارة) وتباين زاويّ في حيز دقيقة قوسية.

## الدول المشاركة
يشترك في مرصد أتكاما الكوني 17 مؤسسة علمية وجامعات من الولايات المتحدة الأمريكية (من ضمنها جامعة برنستون)، ومن تشيلي وكندا والمكسيك وجنوب أفريقيا والمملكة المتحدة، اشتركوا في بنائه وتشغيله، ويأتي تمويله من المؤسسة الوطنية الخيرية للعلوم الأمريكية. قامت «شركة ديناميك ستراكشرز» من فانكوفر، كندا ببناء المقراب.

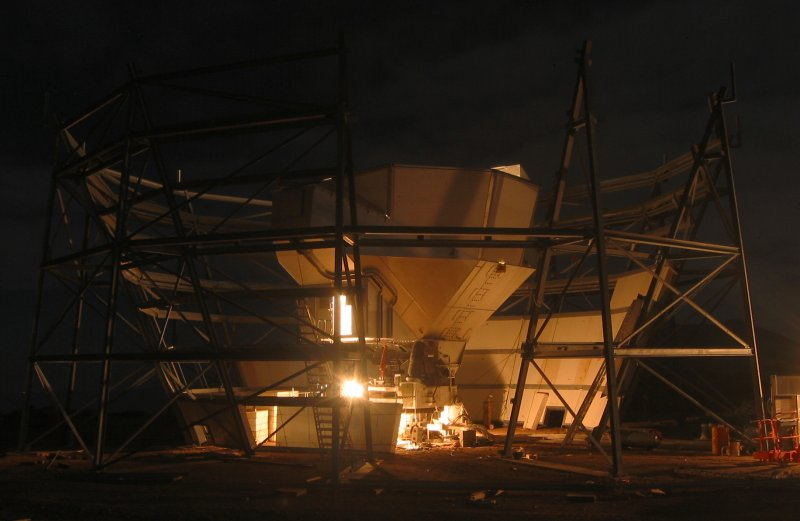
مقراب أتكاما الكوني أثناء تشييده في عام 2007.

تم نشر أول النتائج في عام 2010 في المجلات العلمية.
كما شوهدت تأثيرات عدسات الجاذبية، وأول نتائج تشير إلى الطاقة المظلمة التي ظهرت في إشعاع الأمواج الصغرية للخلفية الكونية.
يهدف مرصد القطب الجنوبي أيضاً إلى دراسة نفس تلك الظواهر، وقد بدأ هو الآخر «برؤية النور» في عام 2007.

## الأهداف العلمية
تهتم عدة تجارب بقياس إشعاع الأمواج الصغرية للخلفية الكونية من ضمنها مستكشف الخلفية الكونية COBE وتجربة بوميرانج ومسبار ويلكنسون لتباين خواص الأمواج الصغرية WMAP، ومصور الأشعة الخلفية الكونية وأرصاد أخرى كثيرة. وقد أوسعت تلك القياسات مجال معرفتنا عن الكون وتكوينه وبصفة خاصة عن التطور الأول لنشأة الكون. تجري
ويتوقع ان الرصد الأدق وبتباين أعلى لإشعاع الخلفية الكوني ليس فقط سوف يزيد من معرفتنا عن الكون، وانما سوف يسمح أيضا بالقيام بانواع جديدة من طرق القياس. ومقراب أتكاما الكوني بما له من دقة تباين عالية، وتطبيق تأثير سونيايف-زيلدوفيتش الذي يـُظهر تأثير تجمعات المجرات على هيئة إشعاع الخلفية الكوني سوف يتضح أكثر من الوضع الحالي. وتكمن إمكانيات تلك الطريقة في الرصد أنها طريقة رصد لا تعتمد على مقدار الانزياح نحو الأحمر الناتج عن كتلة تجمعات المجرات، مما يعني أنه يمكن رصد تجمعات مجرات بعيدة عنا جدا وقديمة بنفس سهولة قياس تجمعات مجرات قريبة.
ويتوقع العلماء أن مقراب أتكاما الكوني سوف يكتشف نحو مئة من تجمعات المجرات. كما أن تفقد تلك القياسات بأرصاد أخرى في نطاق الضوء المرئي وضوء الأشعة السينية سوف يأتي بفهم أفضل عن تطور الكون منذ نشأته ب الانفجار العظيم. وهذا سوف يوسع معرفتنا بطبيعة الطاقة المظلمة التي يبدو أنها سوف تحكم في مصير الكون.

## اقرأ أيضا
- إشعاع الأمواج الصغرية للخلفية الكونية
- نمط ب
- مصور الأشعة الخلفية الكونية
- استقطاب (فيزياء)
- انفجار عظيم
- بيسيب ومصفوف كيك
- بلانك (مرصد فضائي)
- مستكشف الخلفية الكونية
- مسبار ويلكنسون لتباين خواص الأمواج الصغرية
- تأثير سونيايف-زيلدوفيتش
- مرصد القطب الجنوبي